# وبائيات الحصبة

سنوات العمر المفقودة بسبب الإصابة بمرض الحصبة لكل 100 ألف نسمة، حسب احصائيات 2004.
no data
≤ 10
10–25
25–50
50–75
75–100
100–250
250–500
500–750
750–1000
1000–1500
1500–2000
≥ 2000

مرض الحصبة معدي للغاية، لكن نجاة شخص من العدوى تجعله بمناعة مدى الحياة من المرض، لذا فإن استمرار انتشار المرض في المجتمع يعتمد على وجود بشر قابلين للإصابة وخاصة عند ولادة الأطفال. أما في المجتمعات التي لا يظهر فيها مواليد جدد قابلين للإصابة سيموت المرض. ظهر هذا المفهوم لأول مرة من قبل بارتليت في عام 1957، الذي أشار إلى الحد الأدنى من العدد الداعم للحصبة باسم حجم المجتمع الحرج (CCS). اقترح تحليل تفشي المرض في المجتمعات الموجودة في جزر أن حجم المجتمع الحرج للحصبة يبلغ حوالي 250,000. لكن بعد تطوير التطعيم ضد الحصبة، شهد العالم انخفاضًا بنسبة 99٪ في حالات الحصبة مقارنة بالحالات قبل تطوير اللقاح.

## الإصابات
في عام 2018 قدرت منظمة الصحة العالمية أن هناك حوالي 353,236 حالة إصابة بالحصبة في جميع أنحاء العالم. وقد انخفض هذا العدد منذ ذلك الحين، حيث بلغ عدد الحالات 159000 حالة تقريبًا في عام 2020. وتم الإبلاغ عن الوفاة بسبب الحصبة في حوالي 0.2% من الحالات في الولايات المتحدة من عام 1985 إلى عام 1992. لقد أدى زيادة التطعيم إلى انخفاض الوفيات بسبب الحصبة بنسبة 78% بين الدول الأعضاء في الأمم المتحدة. لكن الإصابات ارتفعت في قارة أوروبا 30 ضعفًا في عام 2023. حيثُ إنه في المجتمعات التي تعاني من مستويات عالية من سوء التغذية ونقص الرعاية الصحية الكافية يمكن أن يصل معدل الوفيات إلى 10٪.
| مناطق منظمة الصحة العالمية     | 1980      | 1990      | 2000    | 2005    | 2010    | 2015    | 2020    | 2021    | 2022    |
| ------------------------------ | --------- | --------- | ------- | ------- | ------- | ------- | ------- | ------- | ------- |
| المنطقة الأفريقية              | 1,240,993 | 481,204   | 520,102 | 316,219 | 199,174 | 52,758  | 115,369 | 88,789  | 97,237  |
| منطقة الأمريكيتان              | 257,790   | 218,579   | 1,754   | 85      | 247     | 611     | 9,996   | 682     | 47      |
| منطقة شرق البحر الأبيض المتوسط | 341,624   | 59,058    | 38,592  | 15,069  | 10,072  | 21,418  | 6,769   | 26,089  | 56,401  |
| المنطقة الأوروبية              | 492,660   | 185,818   | 37,421  | 37,338  | 30,625  | 25,957  | 10,945  | 99      | 825     |
| منطقة جنوب شرق آسيا            | 199,535   | 224,925   | 78,558  | 88,973  | 54,228  | 48,888  | 9,389   | 6,448   | 49,201  |
| منطقة غرب المحيط الهادئ        | 1,319,640 | 155,490   | 177,052 | 128,017 | 49,460  | 65,176  | 6,605   | 1,064   | 1,442   |
| المجموع العالمي                | 3,852,242 | 1,325,074 | 853,479 | 585,701 | 343,806 | 214,808 | 159,073 | 123,171 | 205,153 |

حتى في البلدان التي شملها التطعيم، قد تظل معدلات التطعيم منخفضة بسبب اختيار الآباء عدم تطعيم أطفالهم. دخل التطعيم في أيرلندا في عام 1985، حيثُ وصلت الحالات المصابة بالحصبة في ذلك العام 99,903 حالة. وفي غضون عامين، انخفض عدد الحالات إلى 201 حالة، لكن هذا الانخفاض لم يستمر. وتعتبر الحصبة من الأسباب الرئيسية لوفيات الأطفال التي يمكن الوقاية منها باللقاحات. أما على مستوى العالم فقد انخفض معدل الوفيات بشكلٍ كبير بفضل حملة التطعيم التي قادها الشركاء في مبادرة الحصبة والحصبة الألمانية: الصليب الأحمر الأمريكي، ومراكز السيطرة على الأمراض والوقاية منها في الولايات المتحدة، ومؤسسة الأمم المتحدة، واليونيسيف ومنظمة الصحة العالمية. وعلى مستوى العالم، انخفض عدد حالات الحصبة بنسبة 60% من 873,000 حالة وفاة في عام 1999 إلى 345,000 حالة وفاة في عام 2005. وتشير التقديرات لعام 2008 إلى انخفاض الوفيات إلى 164,000 حالة وفاة على مستوى العالم، وتركزت 77% من حالات الحصبة المتبقية داخل منطقة جنوب شرق آسيا.
بين عامي 2006 و2007، كان هناك 12,132 حالة في 32 دولة أوروبية: 85% منها حدثت في خمس دول: ألمانيا وإيطاليا ورومانيا وسويسرا والمملكة المتحدة. 80% من الحالات حدثت بين الأطفال وحدثت 7 وفيات.

## تفشي المرض
العدوى من مرض الحصبة مرتفعة جدًا، فيمكن للمرض أن تنتشر بسرعة بين السكان. تتراوح فترة حضانة الحصبة من 10 إلى 12 يومًا، وتتميز بالأوبئة الموسمية، وتنتشر بسرعة ضد الأشخاص غير الملقحين. الحصبة نادرة جدًا في المناطق التي يتم فيها التطعيم بشكل كبير، ولكن عندما تحدث، تكون أكثر شيوعًا بين البالغين.
ويُّعد تطوير لقاح الحصبة أمرًا حيويًا في الحد من تفشي المرض. فبدون لقاح الحصبة، قد تحدث أوبئة الحصبة كل عامين إلى خمسة أعوام وتستمر لمدة تصل إلى ثلاثة إلى أربعة أشهر في المرة الواحدة.

### التطعيم في أوروبا
أثبت الدراسات والاحصاءات أن تطعيم عدد كاف من الأطفال في أوروبا للقضاء على المرض أمر صعب، وذلك بسبب المعارضة لأسباب فلسفية أو دينية، أو بسبب المخاوف من الآثار الجانبية، أو بسبب صعوبة الوصول إلى بعض الأقليات، أو ببساطة لأن الآباء ينسون تطعيم أطفالهم. بالإضافة إلى أن التطعيم ليس إلزاميًا في بعض البلدان في أوروبا، على النقيض من الولايات المتحدة والعديد من بلدان أمريكا اللاتينية، حيث يجب تطعيم الأطفال قبل دخولهم المدرسة.